# Educcare
educcare ist ein deutscher, bundesweit anerkannter freier Träger von Bildungskindertagesstätten und berät Kommunen und Unternehmen bei der Planung, beim Aufbau und beim Betrieb von Kindertagesstätten. Der Sitz des Trägers befindet sich am Alter Markt  in Köln.

## Idee
Die educcare Bildungs- und Erziehungskonzeption beinhaltet die frühkindliche, individuelle Bildung des Kindes und orientiert sich an den aktuellen Bedürfnissen und Herausforderungen eines modernen Familienlebens. Ein breiter demokratischer Zugang zu Bildung und eine partnerschaftliche Erziehung zwischen Eltern und Erziehern stehen dabei im Mittelpunkt. Angestrebt wird auch eine bilinguale Sprachentwicklung der Kinder.

## Unternehmensorganisation
Die educcare Bildungskindertagesstätten gGmbH und die educcare Kita GmbH sind ein bundesweit anerkannter freier Träger von Bildungskindertagesstätten für Kinder im Alter von sechs Monaten bis zehn Jahren. educcare konzipiert und realisiert Kindertagesstätten im Auftrag und in Zusammenarbeit mit Unternehmen und Kommunen. Das Unternehmen wurde 2002 gegründet und unterhält ca. 50 Einrichtungen mit etwa 1400 Mitarbeitern an den Standorten Aachen, Bergisch Gladbach, Böblingen/Sindelfingen, Darmstadt, Friedrichshafen, Hennef, Kassel, Karlsruhe, Köln, Ludwigshafen am Rhein, Marl, Monheim am Rhein, München, Münster, Niederkassel, Overath, Rheine, Ruppichteroth und Stuttgart.
Die educcare Lösungen für Familie und Beruf GmbH unterstützt und berät bei Planung und Aufbau sowie beim Betrieb von Kindertagesstätten. Ferner übernimmt sie bei Projekten zur Verbesserung der frühkindlichen Bildung das Projektmanagement.

## Gesellschaftliches Engagement
Im Januar 2013 hat educcare die Wertschätzungskampagne „Erzieherinnen und Erzieher sind Helden“ gestartet. Ziel der Kampagne ist es, die gesellschaftliche Anerkennung für den Erzieher-Beruf zu erhöhen sowie die Rahmenbedingungen in Kindertagesstätten zu verbessern. Seit Januar 2024 setzt sich educcare im Kita-Bündnis NRW gemeinsam mit anderen Trägern für die notwendige Erhöhung der Finanzierung der freien Träger in NRW ein sowie eine weitere Verbesserung der Rahmenbedingungen.
educcare ist Mitglied im didacta Verband sowie im Deutschen Kitaverband. Marcus Bracht, Geschäftsführer educcare, ist stellvertretender Vorsitzender des Landesverbandes Nordrhein-Westfalen.

## Kooperationen
educcare setzt bei seiner pädagogischen Arbeit auf Partnerschaften und Kooperationen zu Institutionen, die sich ebenfalls der frühkindlichen Bildung verschrieben haben.

### UNESCO-Projektschulen
Die educcare Bildungskindertagesstätte in der Hasenbergstraße in Stuttgart ist 2009 als erste Kindertagesstätte Deutschlands nach eingehender Prüfung in das Netzwerk der UNESCO-Projektschulen aufgenommen worden. 2014 folgte mit den Karlsruher Mühlwichteln eine weitere educcare Kita. Beide Kitas haben den höchsten Status als 'anerkannte UNESCO-Projektschulen'. Internationale Verständigung, Nachhaltigkeit und interkulturelles Lernen werden gemäß den UNESCO-Leitlinien dort im Kindergartenalltag umgesetzt.